# Vergiftiging

Symbool om te waarschuwen tegen vergiftiging

Vergiftiging of intoxicatie is de toestand die ontstaat na het in- of opnemen van een voldoende hoeveelheid van een vergif om symptomen te veroorzaken. De wetenschap die vergiftigingen bestudeert is de toxicologie. Een belangrijk principe bij vergiftigingen is dat het niet enkel de giftigheid (toxiciteit) van een stof belangrijk is, maar dat ook de dosis het vergif maakt. Men kan vergiftigingen opdelen in acute vergiftigingen en chronische vergiftigingen. Een andere indeling is opzettelijke vergiftiging en accidentele vergiftiging, hoewel de meeste vergiftigingen onbedoeld zijn.
Als de schadelijke stof ook weer vanzelf uit het lichaam verdwijnt (bijvoorbeeld nicotine) treden pas klachten op als de opname de uitscheiding voldoende overtreft om boven de symptoomdrempel te komen. Als de opname de uitscheiding langdurig overtreft zal er accumulatie (opstapeling) optreden.

## Geschiedenis

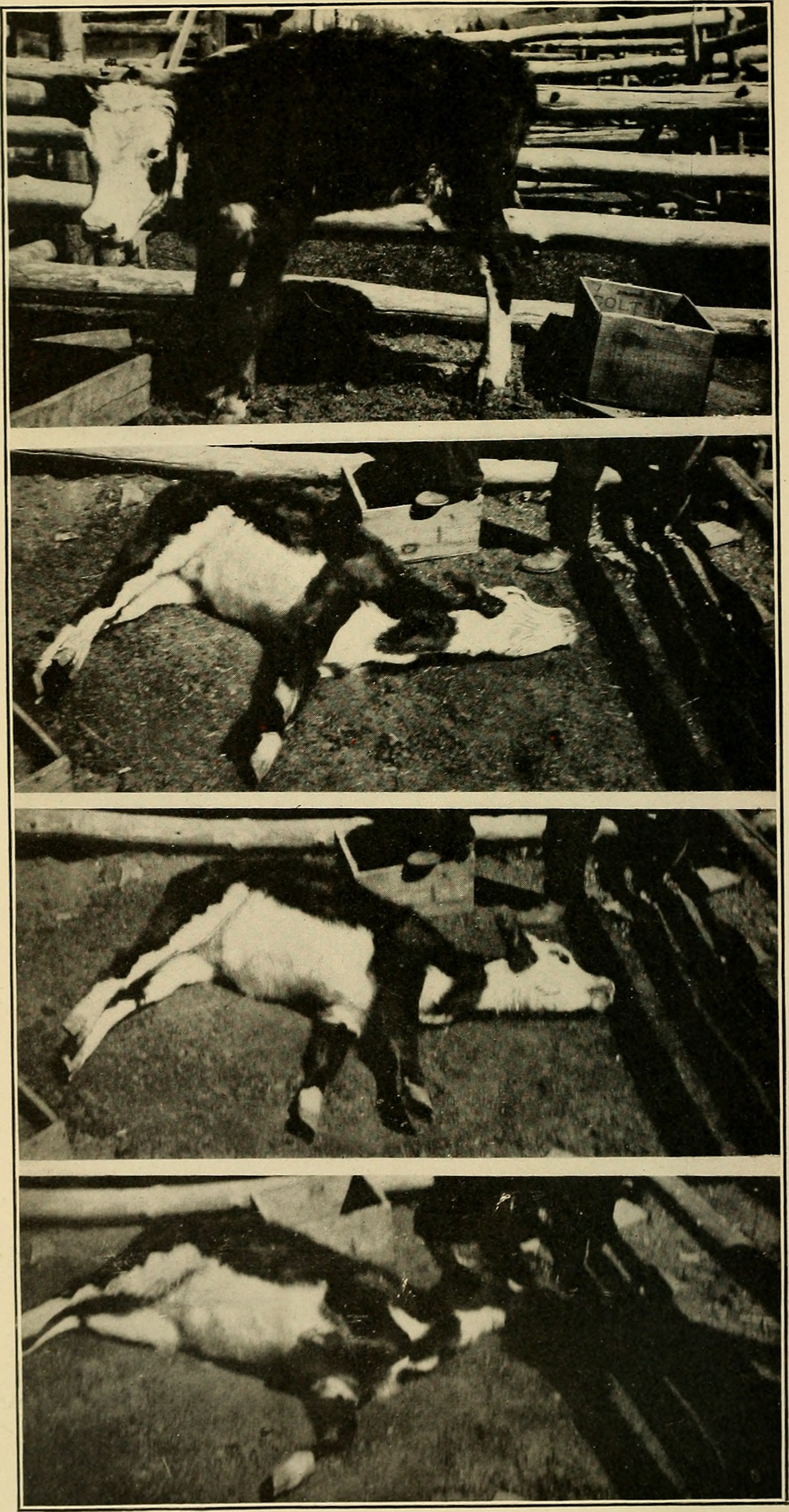
Vergiftiging

Gifstoffen en vergiftigingen zijn de mensheid al eeuwenlang bekend. Zo maakten de oude Grieken en Romeinen al veelvuldig gebruik van vergif en giftige planten, waarbij het vaak een effectief middel bleek om politieke tegenstanders uit de weg te ruimen. Een belangrijke factor hierin was dat het vaak onmogelijk was om vergiftiging als doodsoorzaak te achterhalen. Theophrastus (370–286 v.C.) beschreef bijvoorbeeld hoe vergif kon bereid worden uit gevlekte scheerling (Conium maculatum). De executie van Socrates (470–399 v.C.), een van de belangrijkste filosofen uit het oude Griekenland, geschiedde door het drinken van een gifbeker met extract van de gevlekte scheerling. Tijdens de middeleeuwen zou het gebruik van drinkbekers te klinken alvorens ervan te drinken mogelijks ontstaan zijn om zo vergiftiging te voorkomen. Ridders zouden na belangrijke besprekingen de bekers krachtig tegen elkaar slaan zodat er altijd een beetje drank van de ene in de andere beker kwam. Zo kon men erop vertrouwen dat de beker niet door de andere vergiftigd zou zijn. Tijdens de renaissance waren vergiftigingen om bepaalde personen uit te schakelen ook nog steeds schering en inslag. Men gebruikte hiertoe bijvoorbeeld make-up waaraan arsenicum was toegevoegd. De meest beruchte families uit die tijd die gifmengers inschakelden waren de Borgia's en de Medici's. Ze schakelden machtige bisschoppen en kardinalen uit door hen wijn met arsenicum te serveren.
Vergif werd echter niet enkel gebruikt om machtige personen uit te schakelen. Italiaanse vrouwen in de renaissance gebruikten bijvoorbeeld het sap van de giftige wolfskers (Atropa belladonna) als oogdruppels om hun pupillen wijder te maken. Dit zou toen als aantrekkelijker werden beschouwd. Voor men van het bestaan van ziekteverwekkers als virussen en bacteriën wist, schreef men epidemieën en besmettelijke ziekten tevens vaak toe aan vergiftigingen. Een voorbeeld hiervan is de pest tijdens de middeleeuwen, waarbij de oorzaak vaak bij de joodse bevolking werd gelegd die zogezegd de waterputten zou vergiftigen.
Vanaf de renaissance evolueerde de kennis van vergiftigingen echter naar de moderne toxicologie zoals we die nu kennen. De basis voor de toxicologie werd gelegd door Paracelsus (1493–1541) met de legendarische uitspraak "dosis sola facit venum" (de dosis maakt het vergif), vandaag nog steeds een basisprincipe in de toxicologie. Paracelsus was de eerste die een verband legde tussen de dosis en de vergiftigingssymptomen. Een latere belangrijke figuur was de Franse arts Mateo Orfila (1787–1853), die een van de eersten was die dierproeven deed om de verschillende effecten van stoffen te bestuderen. In de late 19e en vroege 20e eeuw deden vooral Duitse wetenschappers belangrijk werk. Oswald Smiederberg (1838–1921) en Louis Lewin (1850–1929) bijvoorbeeld onderzochten het belang van de lever als ontgiftingsorgaan.

## Chronische en acute vergiftiging
Bij acute vergiftiging zullen vrij snel (ernstige) klachten ontstaan. Het slachtoffer heeft een of meerdere hoge doses van het vergif gekregen in korte tijd. Het is van belang zo snel mogelijk medische hulp te zoeken, waarna het slachtoffer zal overlijden of herstellen. Voorbeelden van acute vergiftigingen zijn bijvoorbeeld een drugoverdosis, een koolstofmonoxidevergiftiging, een slangenbeet of executie door middel van een dodelijke injectie.
Chronische vergiftiging is het gevolg van (jaren)lange opname van kleinere hoeveelheden van een vergif. Het slachtoffer krijgt vage klachten die langzaam steeds ernstiger worden. Het is vaak moeilijk hier een effectieve behandeling voor te geven daar het vergif vaak al in het hele lichaam is doorgedrongen. Van belang is uiteraard het slachtoffer van de vergiftigingsbron weg te houden. Chronische vergiftiging komt bijvoorbeeld voor bij fabrieksarbeiders die met schadelijke stoffen werken.

## Eerste hulp
Bij acute blootstelling aan een giftige stof (inslikking, inademing of huidcontact) is het belangrijk niet te wachten op vergiftigingssymptomen om hulp in te schakelen. In veel landen kunnen gezondheidswerkers (zoals artsen) en het brede publiek voor dringend medisch advies bij vergiftigingen terecht bij een vergiftigingencentrum. Via een eigen noodnummer beantwoordt een arts van het centrum dan alle dringende oproepen. In België is dit het Antigifcentrum met als noodnummer 070 245 245. In Nederland is er het Nationaal Vergiftigingen Informatie Centrum (NVIC). Anders dan het Belgische Antigifcentrum staat het NVIC niet open voor oproepen van het brede publiek, maar biedt het enkel advies aan gezondheidswerkers. Nederlandse particulieren die met een mogelijke vergiftiging worden geconfronteerd, worden verondersteld 112 te bellen of bij minder ernstige vergiftiging hun huisarts of de huisartsenwachtpost te contacteren die dan indien nodig advies vraagt bij het NVIC.
Als belangrijke maatregelen voor eerste hulp gelden over het algemeen dat je best niets te eten of te drinken geeft (zoals melk) of het slachtoffer laat braken zonder dat een arts hiertoe de opdracht geeft. Wel wordt meestal aanbevolen een slachtoffer dat een bijtende stof heeft ingeslikt de mond te laten spoelen en een glas water te laten drinken, om zo ook de keel te spoelen. Bij spatten van een gevaarlijke stof in de ogen of op de huid spoelt men deze best overvloedig met water. Indien er een irriterend of giftig gas is vrijgekomen, is het belangrijk alle aanwezigen uit de ruimte te evacueren en de ruimte goed te verluchten.

## Behandeling en ontgifting
Het metabolisme heeft een groot aantal mechanismen om schadelijke stoffen af te breken of uit te scheiden; in vele gevallen is het voor genezing voldoende om verdere inname van de schadelijke stof te stoppen en het lichaam de rest te laten doen. Soms bestaat er echter een tegengif (antidotum) of kan door bepaalde maatregelen (bijvoorbeeld nierdialyse of chelatietherapie) de verwijdering van het gif uit het lichaam versneld of mogelijk gemaakt worden.
Binnen de alternatieve geneeskunde wordt ontgiften ('detoxen') gezien als een belangrijke handeling voor het onderhoud van iemands gezondheid, zonder dat hier evenwel geloofwaardig wetenschappelijk bewijs voor bestaat. Onder andere de Vereniging tegen de Kwakzalverij (VtdK) besteed hier aandacht aan.

## Epidemiologie
Volgens de Wereldgezondheidsorganisatie stierven in 2012 wereldwijd naar schatting 193.000 mensen ten gevolge van accidentele vergiftigingen. In ontwikkelingslanden waren de voornaamste oorzaken van vergiftiging pesticiden, petroleum, huishoudproducten, koolstofmonoxide en geneesmiddelen. In ontwikkelde landen waren de voornaamste oorzaken geneesmiddelen, koolstofmonoxide, cosmetica en schoonmaakproducten. Het wereldwijde mortaliteitscijfer ten gevolge van accidentele vergiftigingen nam met 34% af in de periode van 2000 tot 2012, met de voornaamste dalingen in Europa en Zuidoost-Azië waar het sterftecijfer halveerde in die periode. De mortaliteit is het hoogste bij kinderen jonger dan 5 jaar en ouderen ouder dan 55 jaar; bij mannen is ze ook 50% hoger dan bij vrouwen. Belangrijk om de mortaliteit ten gevolge van vergiftigingen correct in te kunnen schatten is het bestaan van bevolkingsregisters van een hoog kwaliteitsniveau, zodat vergiftigingsdoden correct geregistreerd worden. Naast accidentele oorzaken kan vergiftiging ook het gevolg zijn van milieuverontreiniging, zoals loodvergiftiging ten gevolge van goudwinning, onveilige recyclagepraktijken of industriële uitstoot, of van blootstelling op de werkplek aan bijvoorbeeld zware metalen, oplosmiddelen of schadelijke dampen.
Om wereldwijd het veiliger omgaan met chemische stoffen te bevorderen, heeft de International Conference on Chemicals Management (georganiseerd door onder andere het VN-Milieuprogramma) in 2006 de Strategic Approach to International Chemicals Management aangenomen. Belangrijke hinderpalen in het verminderen van de mortaliteit ten gevolge van accidentele vergiftigingen zijn onder andere het grote aantal chemicaliën die op de markt beschikbaar zijn (die niet allemaal getest zijn op hun giftigheid of gedekt worden door doeltreffende regelgeving), het gebrek aan veiligere alternatieven voor giftige stoffen en het gebrek aan stimulansen om veiligere alternatieven ook te gebruiken. Ook beschikken nog steeds veel landen niet over de nodige beleidsinstrumenten en institutionele capaciteit om de negatieve impact van gevaarlijke stoffen te beoordelen en te voorkomen. Zo beschikt anno 2017 slechts 46% van alle lidstaten van de Wereldgezondheidsorganisatie over een vergiftigingencentrum. Tevens zou ook een grotere nadruk op preventie kunnen bijdragen aan het verminderen van het aantal vergiftigingen.
Het aanzienlijk verminderen van het aantal sterfgevallen en ziekten veroorzaakt door gevaarlijke chemicaliën en lucht-, water- en bodemvervuiling tegen 2030 is SDG 3.9 van de duurzameontwikkelingsdoelen zoals vastgesteld door de Verenigde Naties.

## Juridische kwalificatie
Opzettelijke vergiftiging valt volgens het Nederlandse Wetboek van Strafrecht onder het delict mishandeling, waaraan het opzettelijk benadelen van de gezondheid is gelijkgesteld door artikel 300. Het vormt volgens artikel 304 een strafverzwarende omstandigheid, waarvoor de gevangenisstraf met een derde kan worden verhoogd. Wanneer het slachtoffer ten gevolge hiervan overlijdt of ernstige gezondheidsklachten oploopt, is dit ook een strafverzwarende omstandigheid. Via een civiele aansprakelijkheidsstelling kan de schade op de veroorzaker worden verhaald, indien deze althans is aan te wijzen. Onopzettelijke vergiftiging kan echter in sommige gevallen ook tot aansprakelijkheid of strafbaarstelling leiden. Een voorbeeld is een fabriek waarin werknemers bewust aan te hoge waardes van giftige stoffen worden blootgesteld. Naast vergiftiging van een individuele persoon bevat het Wetboek van Strafrecht ook bepalingen over bijvoorbeeld het vergiftigen van de drinkwatervoorziening.
In het Belgische Strafwetboek wordt in artikel 397 onder "vergiftiging" verstaan "het plegen van doodslag door middel van stoffen die min of meer snel de dood kunnen teweegbrengen, op welke wijze die stoffen ook aangewend of toegediend zijn". De voorgeschreven straf voor vergiftiging is een levenslange gevangenisstraf. De artikelen 402 tot 405 regelen de bestraffing van alle andere feiten waarbij er giftige stoffen zijn toegediend of hiertoe een poging werd gedaan, zonder dat er sprake is van doodslag.

## Trivia
- Een beruchte vergiftiging is die van Aleksandr Litvinenko, een voormalig geheim agent van de KGB en criticus van Poetin, die met het radioactieve polonium-210 om het leven werd gebracht in 2006.